# Stovepipe Johnson
Pour les articles homonymes, voir Général Johnson et Johnson.
Adam Rankin "Stovepipe" Johnson (6 février 1834 – 20 octobre 1922) était un habitant de la frontière, puis un officier de l'armée confédérée pendant la guerre de Sécession, célèbre pour avoir dirigé un raid contre la ville de Newburgh avec des canons factices.. Devenu aveugle lors d'une escarmouche en 1864, Johnson fonda en 1864 la ville de Marble Falls, dans le Texas, qui fut surnommée « la ville de l'aveugle ».